# Лунёв, Вячеслав Петрович
Вячесла́в Петро́вич Лунёв (род. 9 мая 1940, Борзя, Читинская область) — советский футболист, вратарь. Мастер спорта СССР.

## Карьера
Воспитанник минской ФШМ. C 1959 по 1961 год выступал за «Беларусь», носившую в 1959 году название «Спартак»; в составе сильнейшего в то время минского клуба сыграл 29 матчей, из них 7 в высшей по уровню лиге СССР.
Сезон 1962 года провёл в краснодарском «Спартаке», в 3-х встречах первенства пропустил 3 гола, команда в итоге стала победителем Класса «Б» и чемпионом РСФСР. С 1963 по 1964 год выступал за ижевский «Зенит». С 1965 по 1968 год защищал цвета калужского «Локомотива», за который сыграл 81 матч и стал в 1966 году чемпионом РСФСР.

## Достижения
- Чемпион РСФСР: 1966